# Fehren
Fehren é uma comuna da Suíça, situada no distrito de Thierstein, no cantão de Soleura. Tem 1,50 km² de área e sua população em 2018 foi estimada em 605 habitantes.